# Královice
Královice es una localidad del distrito de Kladno en la región de Bohemia Central, República Checa, con una población estimada a principio del año 2018 de 223 habitantes. 
Se encuentra ubicada al noroeste de la región y de Praga, a poca distancia al norte del río Berounka —un afluente izquierdo del río Moldava—, y cerca de la frontera con la región de Ústí nad Labem.